# László Papp (Boxer)
László Papp [ˈlaːsloː ˈpɒp] (* 25. März 1926 in Budapest; † 16. Oktober 2003 ebenda) war ein ungarischer Boxer.

## Karriere

### Amateur
Papp war der erste Boxer, der bei drei aufeinanderfolgenden Olympischen Spielen Goldmedaillen gewann (1948 im Mittelgewicht, 1952 und 1956 im Halbmittelgewicht). Er gilt als einer der international erfolgreichsten Amateurboxer aller Zeiten. Seine Kampfbilanz umfasste 312 Kämpfe, davon 301 Siege, sechs Unentschieden und fünf Niederlagen. Außerdem war er Europameister 1949 und 1951.
Im Laufe seiner Amateur-Karriere schlug er Ivano Fontana, Stig Sjölin, Jens Andersen, Theunis van Schalkwyk, Zbigniew Pietrzykowski und José Torres.

### Profi
Im Jahr 1957 wurde Papp der erste offizielle Profiboxer eines sozialistischen Landes, allerdings mit einer österreichischen Lizenz; deshalb reiste er für Training und Wettkämpfe regelmäßig nach Wien. Trotz dieser Einschränkungen erkämpfte er 1962 den Europameistertitel im Mittelgewicht, den er anschließend sechsmal verteidigte. Nachdem die ungarischen Behörden ihre Zustimmung für einen WM-Kampf verweigert hatten, trat Papp Ende 1964 als amtierender Europameister zurück und beendete seine Profikarriere. Insgesamt blieb Papp in allen seinen 29 Kämpfen als Profi ungeschlagen und verließ 27-mal als Sieger den Ring. Gleich dreimal stand der Ungar dabei dem Deutschen Peter Müller gegenüber. Bei einem der beiden Unentschieden musste Papp sieben Runden mit einer gebrochenen Hand überstehen.
1989 ernannte ihn die Box-Organisation WBC zum Ehren-Weltmeister und deklarierte ihn zwei Jahre später zum weltbesten Amateur und Profiboxer im Mittelgewicht aller Zeiten.

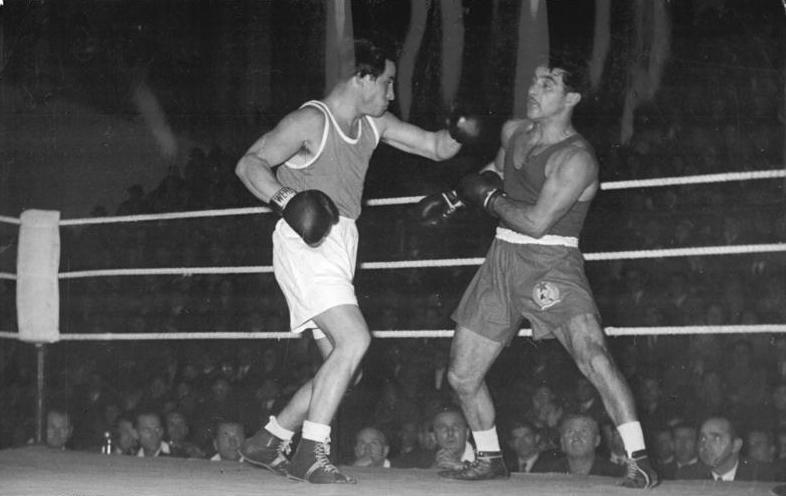
László Papp (rechts) im November 1951 beim Länderkampf Ungarn gegen DDR

### Trainer
1969 bis 1992 trainierte Papp die ungarische Nationalmannschaft; 1972 gewann der Halbfliegengewichtler György Gedó unter seiner Führung olympisches Gold. Nach seinem Rückzug als Nationaltrainer baute Papp in Budapest eine Boxschule auf.
László Papp starb am 16. Oktober 2003 in Budapest.

## Auszeichnungen
- Fairplay-Preis der UNESCO
- Ehrenweltmeister des Profiboxverbands WBC (1989)
- Komtur des Verdienstordens der Republik Ungarn (1996)
- International Boxing Hall of Fame (2001)

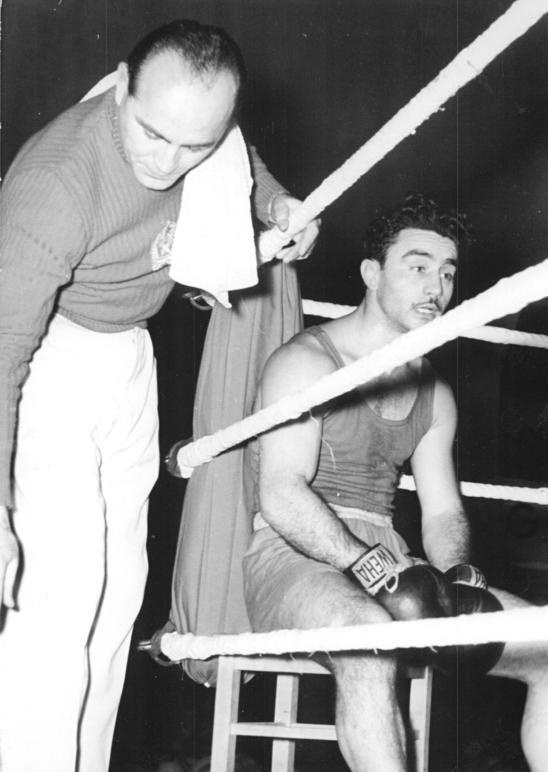
László Papp 1955

- Ehrenbürger von Budapest (2001)

## Erfolge als Amateurboxer
- 1946 – Ungarischer Meister (Mittelgewicht)
- 1947 – Ungarischer Meister (Mittelgewicht)
- 1948 – Olympiasieger (Mittelgewicht)
- 1949 – Europameister (Mittelgewicht)
- 1951 – Europameister (Halbmittelgewicht)
- 1952 – Ungarischer Meister (Halbmittelgewicht)
- 1952 – Olympiasieger (Halbmittelgewicht)
- 1953 – Ungarischer Meister (Halbmittelgewicht)
- 1954 – Ungarischer Meister (Mittelgewicht)
- 1955 – Ungarischer Meister (Halbmittelgewicht)
- 1956 – Ungarischer Meister (Halbmittelgewicht)
- 1956 – Olympiasieger (Halbmittelgewicht)

## Erfolge als Profiboxer
- 1962 – Gewinn des EBU-Titels im Mittelgewicht gegen Titelverteidiger Christian Christensen
- 1962 – Titelverteidigung gegen Hippolyte Annex
- 1963 – Titelverteidigung gegen George Aldridge
- 1963 – Titelverteidigung gegen Peter Müller
- 1963 – Titelverteidigung gegen Louis Folledo
- 1964 – Titelverteidigung gegen Christian Christensen
- 1964 – Titelverteidigung gegen Mick Leahy